# Shadow Warriors (jeu vidéo, 1988)
Pour le jeu de type beat them all sorti sur borne d'arcade la même année, voir Shadow Warriors (jeu vidéo d'arcade).
Pour les articles homonymes, voir Shadow Warriors.
Shadow Warriors, plus connu sous le titre Ninja Gaiden en Amérique du Nord,, est un jeu vidéo de plates-formes/action développé et édité par Tecmo pour la NES fin 1988. Le jeu connait une suite Shadow Warriors II: Ninja Gaiden II en 1990.
Il s'agit du premier épisode de la série Ninja Gaiden à être développé spécialement pour une console.

## Synopsis
Ryu Hayabusa est un membre du clan Dragon Ninja qui a toujours protégé le Japon pendant des générations. Il reçoit un message un jour disant que le village Dragon, foyer du clan Dragon, a été brutalement attaqué. Il se précipite au village et ne découvre qu'un seul survivant.
Le dernier survivant du village lui apprend, dans un dernier souffle, que le Bushido sacré a été volé. Le manuscrit Bushido permet à celui qui le possède de contrôler le monde.
Le sort de la planète est entre les mains de Ryu tandis qu'il affronte des ninjas diaboliques, des gangsters et autres crapules pour récupérer le manuscrit sacré Bushido.

## Accueil
- Famitsu : 21/40 (PC-Engine)[4]

## Portages
- Ninja Gaiden est un portage de Shadow Warriors par Sega en 1992 sur Master System.